# Suore serve di Maria di Galeazza
Le Suore Serve di Maria di Galeazza (in latino Congregatio Sororum Servarum Mariae de Galeatia) sono un istituto religioso femminile di diritto pontificio: le suore di questa congregazione pospongono al loro nome la sigla S.M.G.

## Storia
La congregazione venne fondata da Ferdinando Maria Baccilieri (1821-1893), membro del terz'ordine servita e parroco di Galeazza (presso Crevalcore). Sotto la sua direzione, il 25 novembre 1855 nove sue parrocchiane emisero i voti secondo la regola del terz'ordine servita: nel 1858 alcune di loro iniziarono a condurre vita comune e il 9 agosto 1871 Baccilieri diede loro la regola della monache Mantellate di Roma, da lui adattata per la vita attiva.
Il cardinale Domenico Svampa, arcivescovo di Bologna, approvò la congregazione e le sue regole il 21 novembre 1899; il 19 maggio 1939 l'istituto ricevette il pontificio decreto di lode e le sue costituzioni vennero approvate definitivamente dalla Santa Sede il 27 gennaio 1947. L'istituto è aggregato all'Ordine dei Servi di Maria dall'8 dicembre 1932.
Il fondatore è stato proclamato beato il 3 ottobre 1999 in piazza San Pietro a Roma da papa Giovanni Paolo II.

## Attività e diffusione
Le religiose si dedicano principalmente all'insegnamento, all'assistenza a malati e anziani, alla catechesi e alle opere parrocchiali.
Sono presenti in Italia, Germania, Brasile, Corea del Sud e Indonesia; la sede generalizia è a Roma.
Al 31 dicembre 2008, la congregazione contava 137 religiose in 28 case .